# Sainte-Marguerite, Vosges
Sainte-Marguerite là một xã ở tỉnh Vosges, vùng Grand Est, Pháp. Xã này có diện tích 5,55 km² dân số năm 1999 là 2311 người. Xã này nằm ở khu vực có độ cao trung bình 360 m trên mực nước biển.
Người dân địa phương danh xưng tiếng Pháp là Margaritains.

## Biến động dân số
| Năm | 1806 | 1876 | 1911 | 1921 | 1936  | 1962  | 1968  | 1975  | 1982  | 1990  | 1999  | 2004  |
| --- | ---- | ---- | ---- | ---- | ----- | ----- | ----- | ----- | ----- | ----- | ----- | ----- |
| Dân số | 263  | 360  | 671  | 787  | 1 246 | 1 436 | 1 524 | 1 542 | 1 547 | 2 105 | 2 259 | 2 311 |
| From the year 1962 on: No double counting—residents of multiple communes (e.g. students and military personnel) are counted only once. |      |      |      |      |       |       |       |       |       |       |       |       |